# Pseudacontia cansa
Pseudacontia cansa là một loài bướm đêm trong họ Noctuidae.